# Île Potel
L'île Potel est une île située sur la Seine appartenant à Tourville-la-Rivière.

## Description
Elle s'étend sur plus de 1 km de longueur pour une largeur d'environ 250 m.

## Histoire
Elle est mentionnée depuis 1417-1418 (Insula Postelli), a porté en 1540 le nom d' Ile Postel puis isle Potel (1759) ou Postel avant de prendre son nom définitif au XVIIIe siècle. Elle tient son nom d'une famille Postel cité du XVe au XVIIe siècle sur la commune.